# 紫袖鳳凰螺
紫袖鳳凰螺（学名：Strombus sinuatus）为鳳凰螺科鳳凰螺屬下的一个种。